# BtoB (együttes)
A BtoB (hangul: 비투비, pithubi, RR: bitubi) 2012-ben alakult dél-koreai együttes, melyet a Cube Entertainment menedzsel. 2012. március 22-én debütáltak az M! Countdown műsorában Insane című dalukkal. Nevük a Born to Beat rövidítése.

## Diszkográfia

### Középlemezek
- 2012 :  Born to Beat
- 2012 : Press Play
- 2013 : Thriller
- 2014 : Beep Beep
- 2014 : Move

### Kislemezek
- 2013 : 2nd Confession